# مرغ حق سقطرا
مرغ حق سُقُطرا (نام علمی: Otus socotranus) نام یک گونه از سرده مرغ حق است.